# André van Ieper

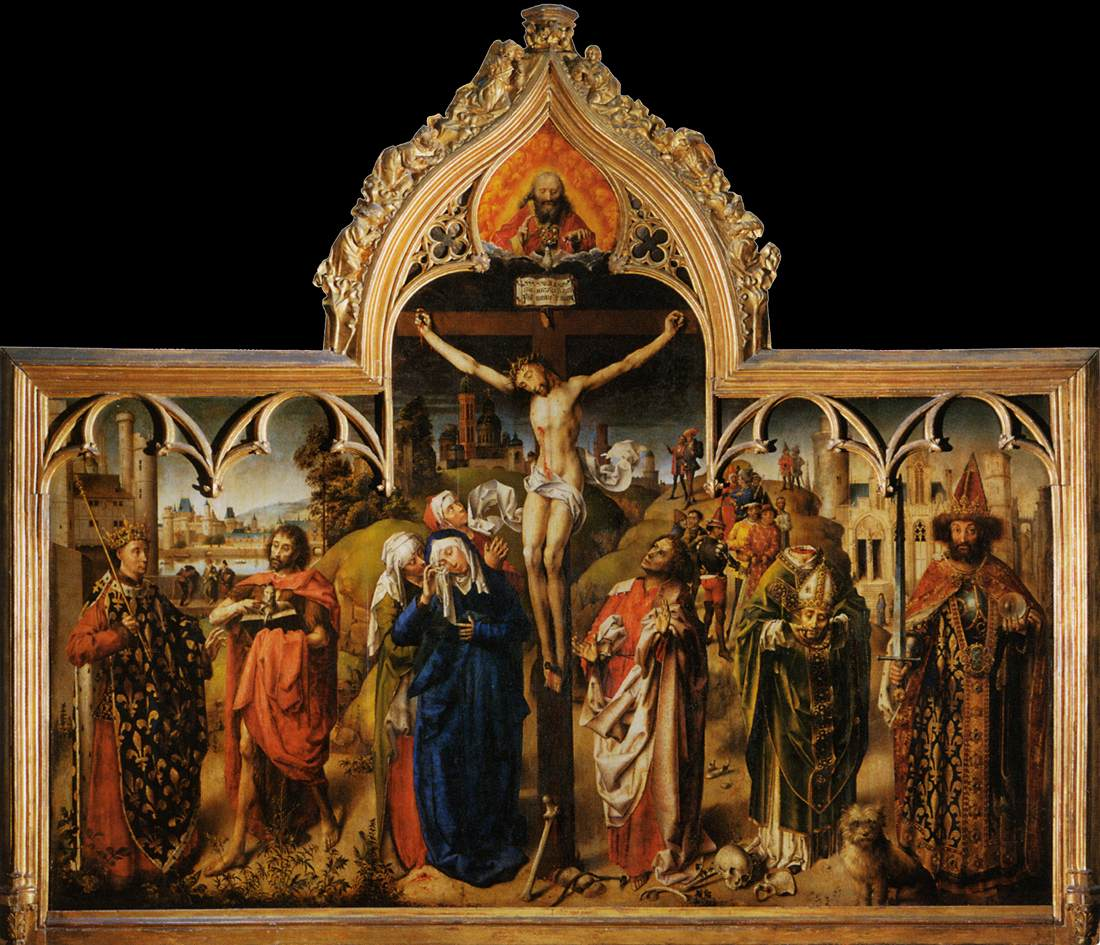
Kruisiging van het Parlement van Parijs, Louvre, Parijs

André van Ieper of André d’Ypres was een schilder en boekverluchter afkomstig uit Amiens, die opgeleid werd in Vlaanderen en daarna werkzaam was in Parijs omstreeks het midden van de 15e eeuw.

## Biografie
André van Ieper werd vrijmeester van het schildersgilde Sint-Lucas van Doornik in 1428. Van 1425 tot in 1443 was hij gevestigd in Amiens. Hij kreeg er opdrachten van het stadsbestuur en is onder meer gedocumenteerd voor het polychromeren van gebeeldhouwde wapenschilden en voor zijn werk bij de voorbereidingen van de ontvangst van de dauphin Lodewijk in augustus 1443. Waarschijnlijk verlaat hij omstreeks 1445 Amiens, samen met zijn zoon Colin, om zich te gaan vestigen in Parijs. Alleszins werden ze geen van beide nog vermeld in aktes van Amiens na 1444. Van 6 oktober 1479 is er een notarisakte die het heeft over: “feu Andry d'Ypres, en son vivant hystorieur et enlumyneur, bourgeois de Paris, demourant en la rue Quiquenpoit” (wijlen André d’Ypres, die tijdens zijn leven miniaturist en verluchter was en in de Quiquenpoit straat woonde). Zijn weduwe Jeanne Philippe liet deze akte opstellen door twee notarissen bij de verkoop van eigendommen uit de nalatenschap. Ze werd daarin bijgestaan door haar zoon Nicolas d’Ypre “dit d’Amiens, aussi hystorieur et enlumyneur, bourgeois de Paris, filz dudit feu Andry d’Ypre” (afkomstig van Amiens, eveneens miniaturist en verluchter, burger van Parijs en zoon van wijlen Andry d’Ypre). Hieruit leren we dat André gevestigd was in Parijs en dat hij en zijn zoon naast hun activiteit als kunstschilder ook bezig waren met boekverluchting.

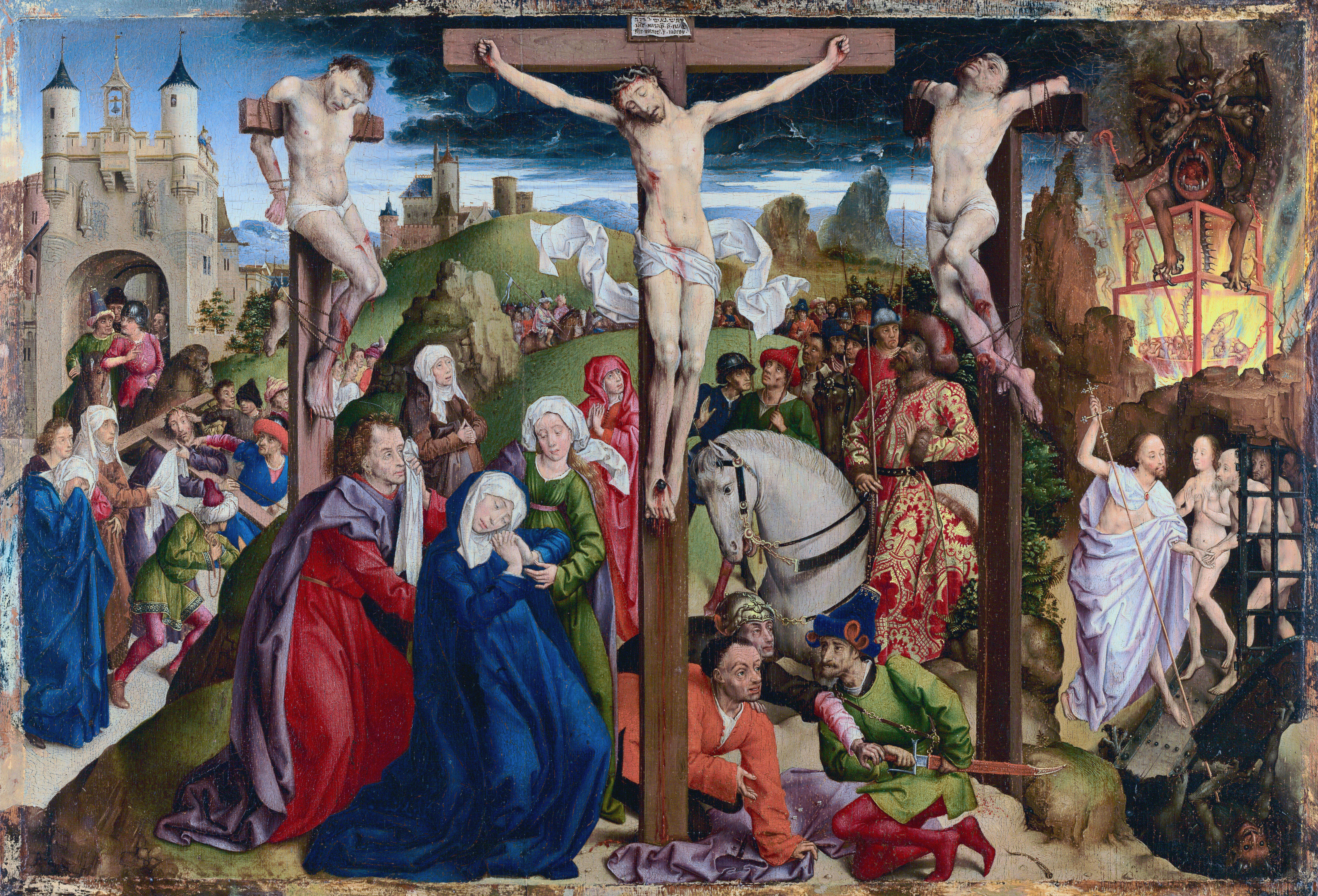
Kruisiging, middenpaneel, Getty museum, Los Angeles

## Identificatie met de Meester van Dreux Budé
In 1993 lanceerde Nicole Reynaud de hypothese dat de Meester van Dreux Budé kon vereenzelvigd worden met André van Ieper, ze baseerde zich hierbij vooral op stijlkenmerken tussen het werk van de anonieme meester en dat van de Meester van Coëtivy, een van de belangrijkste schilders in de tweede helft van de 15e eeuw in Parijs, waarin Nicole Reynaud, Colin d’Amiens herkende, de zoon van André van Ieper.
Het grootste deel van het werk toegewezen aan André van Ieper is te dateren tussen 1445 en 1460, onder meer het middenpaneel van het retabel met de kruisiging, nu in het Getty Museum, zou dateren van 1454. Nu blijkt uit een document met de rekening van de lijkkleden gebruikt in de collegiale kerk van Sint Waltrudis in Bergen dat in juli 1450 “Andrieu d’Ippre, peintre de Paris, trespasset à Mons en revenant des pardons de Rome” (André van Ieper, een Parijse schilder, overleed in Bergen op zijn terugkeer van een pelgrimsreis naar Rome). Dit reduceert de tijd dat André van Ieper actief was in Parijs tot een periode van vijf jaar namelijk van 1445 tot 1450. De toeschrijving van de kruisiging van de Meester van Dreux Budé komt hierdoor in het gedrang.

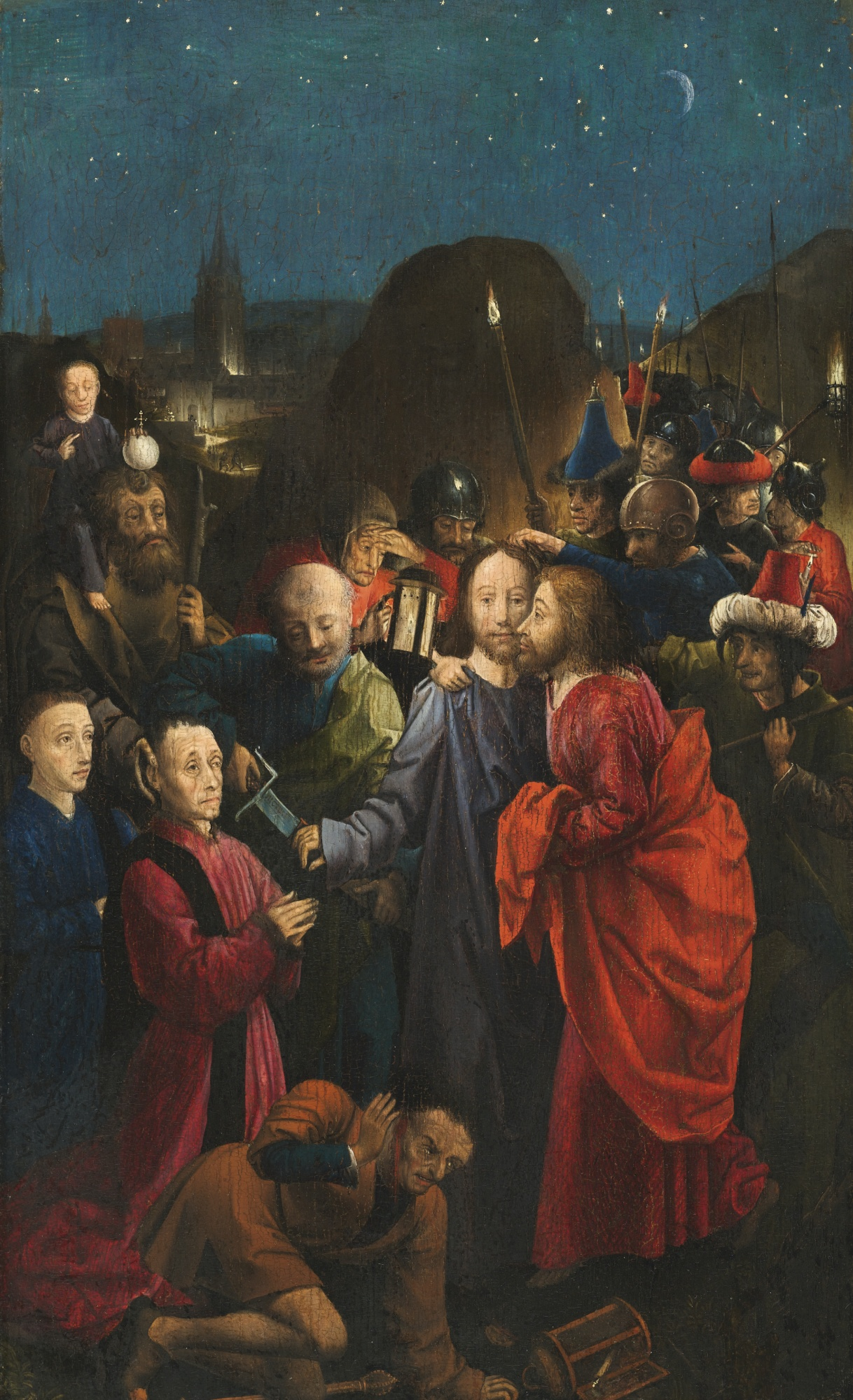
Kruisiging, rechter zijvleugel, de Judaskus met Dreux Budé en zijn zoon Jean begeleid door de heilige Christoffel, Louvre

Maar ondertussen heeft verder onderzoek aangetoond dat de Kruisiging, gemaakt voor Dreux Budé en zijn echtgenote Jeanne Peschard, waarvan het middenpaneel nu bewaard wordt in het J. Paul Getty Museum in Los Angeles waarschijnlijk ouder is dan eerst werd aangenomen. Het retabel werd gemaakt voor de privékapel van het echtpaar, gewijd aan de Maagd Maria en aan de heilige Christoffel, in de kerk van Saint-Gervais. Vroeger werd gesteld dat die kapel gebouwd werd in 1454, maar hierover kon geen enkel document gevonden worden. Het enige document dat kon teruggevonden worden is een contract van 26 mei 1453 tussen het koppel en de kerkfabriek over de viering van een dagelijkse mis en vier dodenmissen per jaar. Er wordt gespecificeerd dat die missen moesten worden opgedragen in de kapel die het echtpaar “de nouvel a fait construire” (recent had laten bouwen). Dus in 1453 was die kapel geen geplande onderneming maar bestond ze al. De term “de nouvel” is weinig precies en kan een paar maand of een paar jaar betekenen. Dus bij het vastleggen van de jaarmissen was hun kapel misschien al verscheidene jaren in dienst. André van Ieper blijft dus een valabel kandidaat voor de uitvoering van dit werk. De zijpanelen van dit werk, met de stichters en hun kinderen bevinden zich momenteel in het Musée Fabre in Montpellier en in het Louvre . Het paneel in het Musée Fabre stelt de verrijzenis voor met Jeanne Peschard en haar dochters Jacquette en Catherine begeleid door de heilige Catharina, het paneel in het Louvre toont de Judaskus met Dreux Budé en zijn zoon Jean begeleid door de heilige Christoffel.

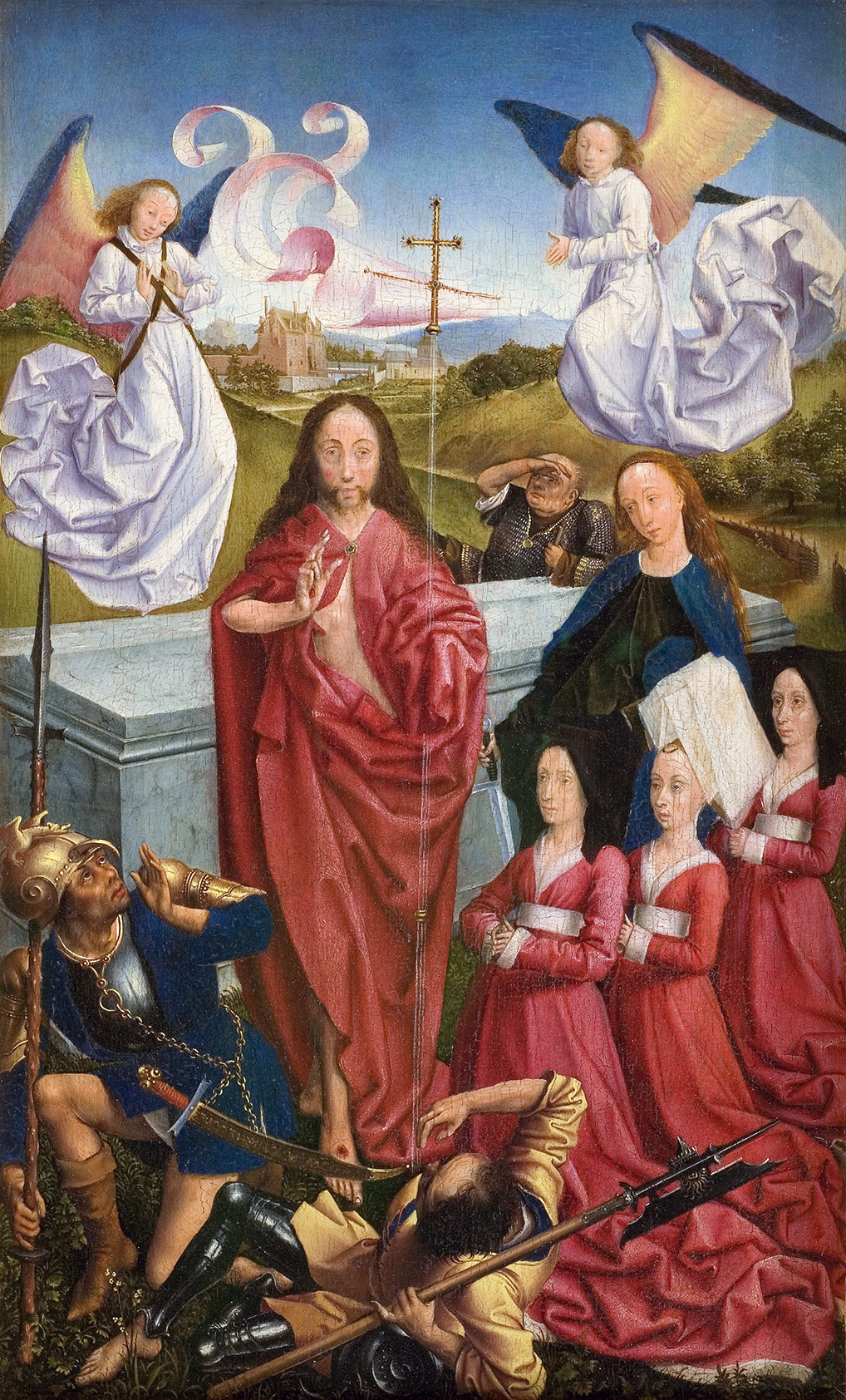
Kruisiging, linker zijvleugel, De verrijzenis van Christus met Jeanne Peschard en haar dochters Jacquette en Catherine, Musée Fabre, Montpellier

De De kruisiging van het parlement van Parijs werd na nieuw onderzoek gedateerd op 1449-1453. Ook hier is het perfect mogelijk dat het werk werd begonnen door André van Ieper en na diens dood werd afgewerkt door zijn zoon.

## Stijlkenmerken
Deze meester brengt een totaal andere stijl naar Parijs in vergelijking met de toen gangbare die we kennen van onder andere de Bedford-meester en zijn opvolger de Dunois-meester. Ook al kende de Vlaamse ars nova stijl een doorbraak in Parijs na de vrede van Tours in 1444, bleven de werken die men maakte in de eerste helft van de 15e eeuw trouw aan de gebruikelijke hoofse stijl. Het was André van Ieper die deze nieuwe stijl introduceerde. Zijn werk leunde sterk aan bij het werk van Robert Campin en van Rogier van der Weyden en bij de Vlaamse primitieven.